# Sevenig (Our)
Pour les articles homonymes, voir Sevenig.
Sevenig (Our) est une municipalité allemande située dans le land de Rhénanie-Palatinat et l'arrondissement d'Eifel-Bitburg-Prüm.

## Géographie
La municipalité est délimitée à l’ouest par la frontière luxembourgeoise qui la sépare de la commune de Clervaux, ainsi qu’au nord-ouest par la frontière belge qui la sépare de la commune de Burg-Reuland en Communauté germanophone de Belgique et province de Liège. Le tripoint Allemagne-Belgique-Luxembourg se trouve donc dans la municipalité. Ces deux frontières correspondent ici au cours de l’Our, un affluent de la Sûre.

Situation de la municipalité dans ses canton et arrondissement